# Гробница Ширваншахов
Гробница Ширваншахов, усыпальница Ширваншахов, тюрбе Ширваншахов (азерб. Şirvanşahlar türbəsi) — одно из трех зданий, расположенных в нижнем дворе дворцового комплекса Ширваншахов (два других — Шахская мечеть и Дворцовая баня).

## История
Над входом в усыпальницу сохранилась китабе, повествующая об истории строительства и архитектуре этого здания. На надписи указывается имя владетеля, приказавшего воздвигнуть это здание. Это — имя владетеля Ширваншаха Халил улла I (годы правления 1417—1462). Упоминается также время постройки: на усыпальнице помечен 839 год хиджры (1435/36)[страница не указана 1244 дня]. Китабе усыпальницы высечены в два ряда надписей шрифтом «насх» — кораническая (сура XII, стих 92-й) и хадис.
Величайший султан (и) великий Ширваншах, тёзка пророка Аллаха, защита религии Халилуллах — да увековечит Аллах его царство и власть — приказал выстроить светлую усыпальницу (гробницу) для своей матери и своего сына, — да помилует их Аллах. Восемьсот тридцать девятый год.
В 1954 году надпись на китабе была изучена ученым-востоковедом А. Алескерзаде. На китабе, расположенном над порталом усыпальницы, имя архитектора было указано зеркально. Имя архитектора зашифровали потому, что архитекторам в те времена было запрещено писать свои имена на зданиях. По версии азербайджанского учёного, историка-эпиграфиста М. С. Нейматовой на китабе имя архитектора не было зашифровано. По мнению М. С. Нейматовой надпись читается как: «الحمد لله و الهاهيهي» («Хвала Аллаху и Его благословениям»).
Во время археологических раскопок, проведенных в 1947 году, были выявлены 6 захоронений. Здание мечети использовалось в качестве медресе, вследствие чего могилы в усыпальнице были частично испорчены.

## Захоронения

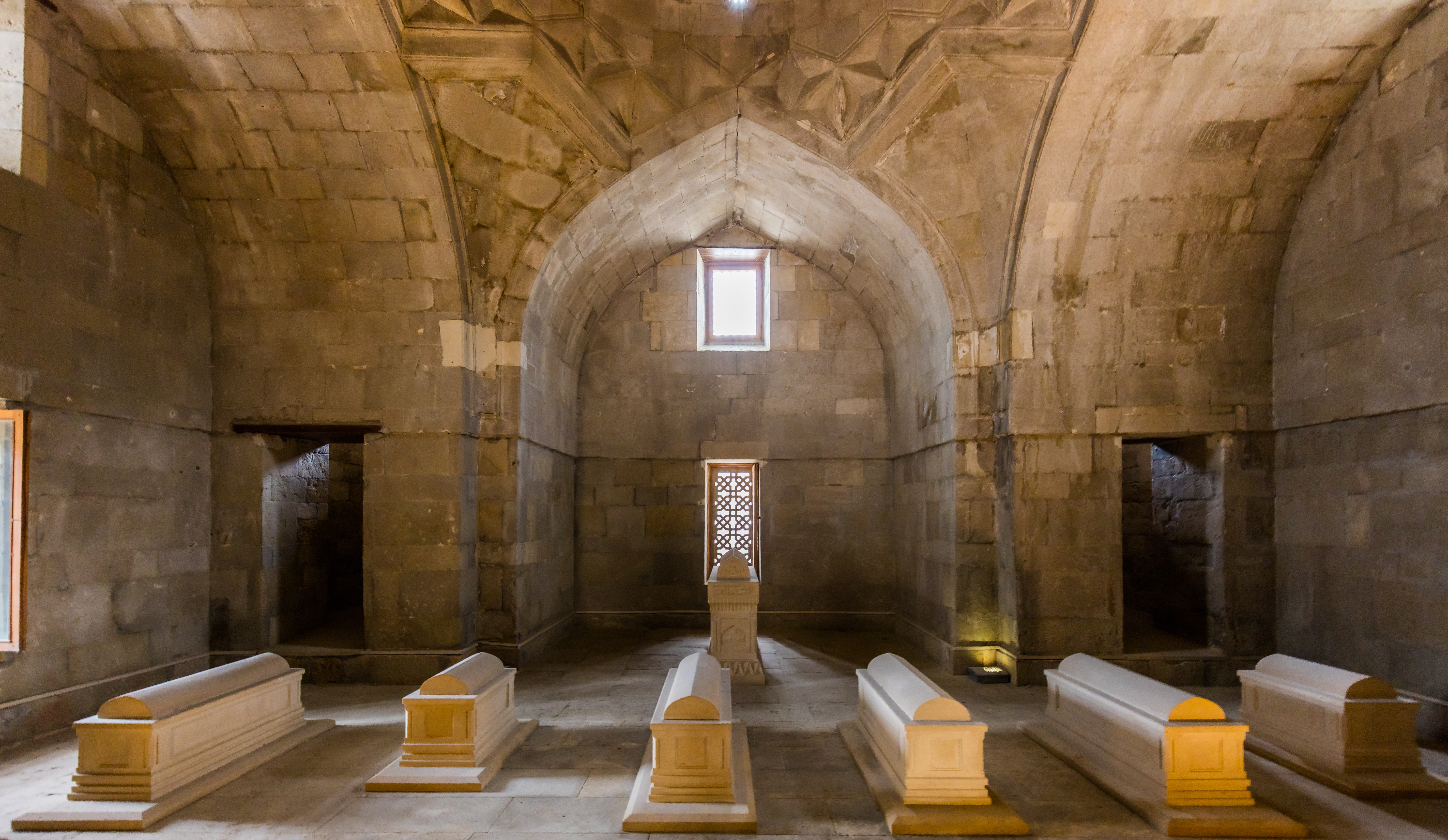
Захоронения усыпальницы

Из надписей на китабе известно, что гробница была построена по заказу Ширваншаха Халилуллаха для его матери и сына. Здесь также были захоронены и другие члены семьи Ширваншахов. Во время раскопок 1947 года под разрушенным полом были найдены каменные плиты. Было установлено, что эти каменные плиты являются надгробными плитами семи захоронений. Два из этих захоронений были пусты.
Историк XV века Хондемир в своей всеобщей истории «Хабиб ас-сийар» (Друг жизнеописаний) писал, что шах Сефевидов Исмаил I обещал отомстить за отца и деда и сжечь кости Ширваншахов в огне. По версии доктора исторических наук Камиля Фархадоглу именно после взятия Баку Сефевидами в 1501 году две могилы усыпальницы были осквернены.
Придворный поэт Дворца Ширваншахов конца XIV века — начала XV века Бадр Ширвани в своих газелях рассказывает о захороненных в усыпальнице.
В одной из могил был захоронен Фаррух Ямин (1435—1442) — сын Ширваншаха. При изучении останков на костях черепа и грудной клетке были обнаружены нити. При очистке было выявлено, что это остатки кафана. Согласно газелям Бадр Ширвани, захороненный в усыпальнице сын Ширваншаха умер в возрасте семи лет. Во второй могиле, судя по останкам, покоится пожилая женщина. Об этом свидетельствуют зубы и хрупкость костей. Бадр Ширвани писал, что имя матери Ширваншаха было Бике, она была признана уважаемой женщиной и умерла в 839 году хиджры (1435—1436). В третьей могиле покоится жена Ширваншаха Шахруха — Ханика Ханум. Бадр Ширвани упоминая имя Ханика говорил о «красоте достойной султанов». Ханика была пленницей предводителя государства Кара-Коюнлу Кара Юсуфа, затем (после его смерти) была доставлена ширваншаху Шахруху, который впоследствии женился на ней. В четвёртой могиле был похоронен шейх Салах, двухлетний сын Ширваншаха. Он жил в 847—849 (1443—1445) годах хиджры. В этой могиле были найдены глазурованные детали из керамики и части люстры. Пятая могила — это могила 19-летнего Ибрагима II. В этой могиле также были найдены фрагмент шелковой ткани, голубая бусина и золотая булавка длиной 36 см. Золотая булавка XV века украшена бирюзой и шестью рубинами.
Также в гробнице был найден большой скелет высотой 2,10 метра. Предполагается, что этот скелет принадлежит самому Халил-улле I. Рядом со скелетом были обнаружены гребень и золотые серьги.

## Архитектурные особенности

### Общая планировка и строительство

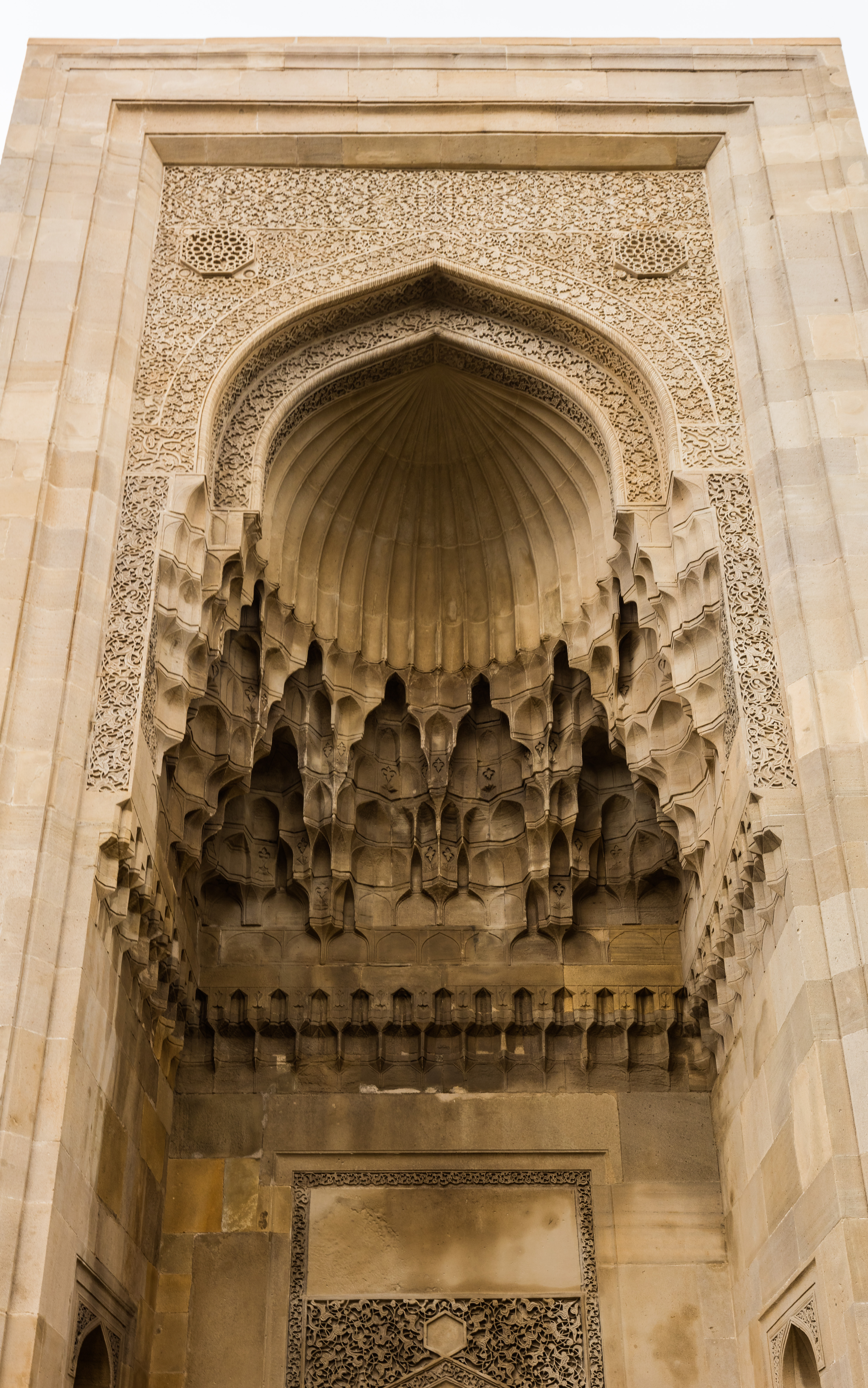
Детали сталактитов портала

Единственный вход в гробницу — богато отделанный портал. При входе в усыпальницу имеются две маленькие комнаты по правой и левой сторонам коридора. Эти комнаты, вероятно, принадлежали религиозным деятелям.
Тюрбе-усыпальница состоит из крестообразного в плане центрального зала, перекрытого куполом, и четырёх небольших помещений со стрельчатыми сводами. Прорисованный купол с несколько заостренной вершиной покрыт плоскостными геометрическими рисунками и опирается на несложную систему сферических парусов. Такая композиция плана характерна для многих культовых сооружений XVII—XVIII веков на территории современного Азербайджана. Два помещения в глубине объёма, образуемые концами креста, разделены на два этажа, сообщающиеся каменной лестницей в толще стены; они имели, вероятно, служебное назначение. Внешняя поверхность купола над центральным залом когда-то была облицована глазурованными кирпичами зеленовато-голубого цвета. Однако эта облицовка не сохранилась до наших дней.
Основными элементами интерьера, где доминирует тектоника архитектурных масс, являются конструктивные формы, доведенные до совершенства. Здесь последовательно появляются архитектурные приемы, которые характеризуются мастерством архитектора Аль-Али и разработанного идеального художественного стиля.

### Портал и декорации фасада
Отчетливо выделяясь на глади стен, объём портала с превосходными пропорциями прорезает линию карниза, выделяясь на фоне стрельчатого купола. Портал представляет собой глубокую прямоугольную нишу, завершенную стрельчатым полу-куполом с рубчатой поверхностью. Основание полу-купола покоится на четырёхъярусном поясе сталактитов. Архивольты арки покрыты стилизованным растительным орнаментом. Над её замком расположены две арабоязычные надписи, выполненные почерком насх. Тимпаны портала заполнены орнаментом растительного характера. Ширина орнамента— 2 мм, а глубина его местами достигает 20 мм. Прямоугольная ниша входа переходит четырьмя рядами сталактитов в стрельчатый полукупол. Внешняя и внутренняя арки сталактитового свода окаймлены жгутами.
На тимпане над входом в усыпальницу имеется шестиугольная фигура, в которой имя «Али» высечено 6 раз. Портал на пол метра выступает от входа. На фоне орнамента рельефно выступают два одинаковых симметрично расположенных медальончика со стилизованными надписями имени зодчего Мухаммед-Али. Надписи рекомендуют зодчего как каллиграфа, обладающего большим вкусом. Восьмигранный каменный купол, высоко поднимающийся над крышей здания, весь покрыт крупным геометрическим орнаментом.

## Галерея

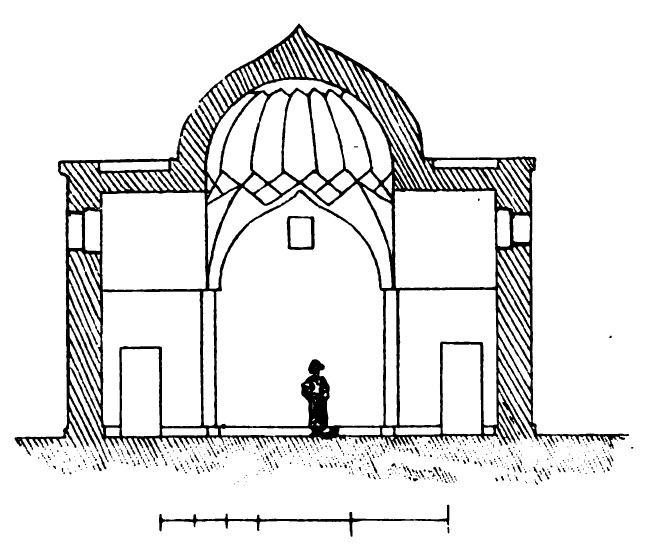
План усыпальницы Дворца Ширваншахов в разрезе
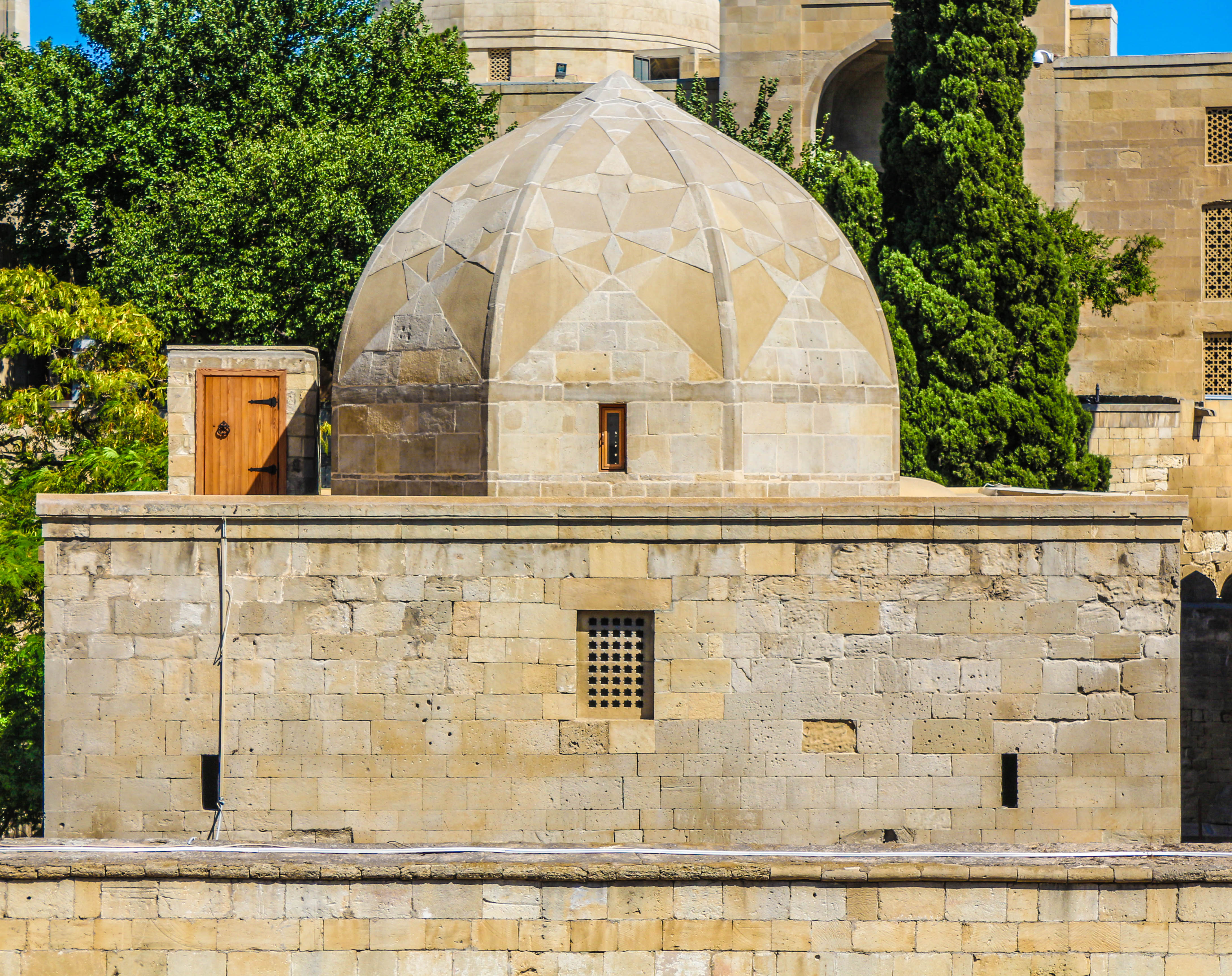
Усыпальница Дворца Ширваншахов
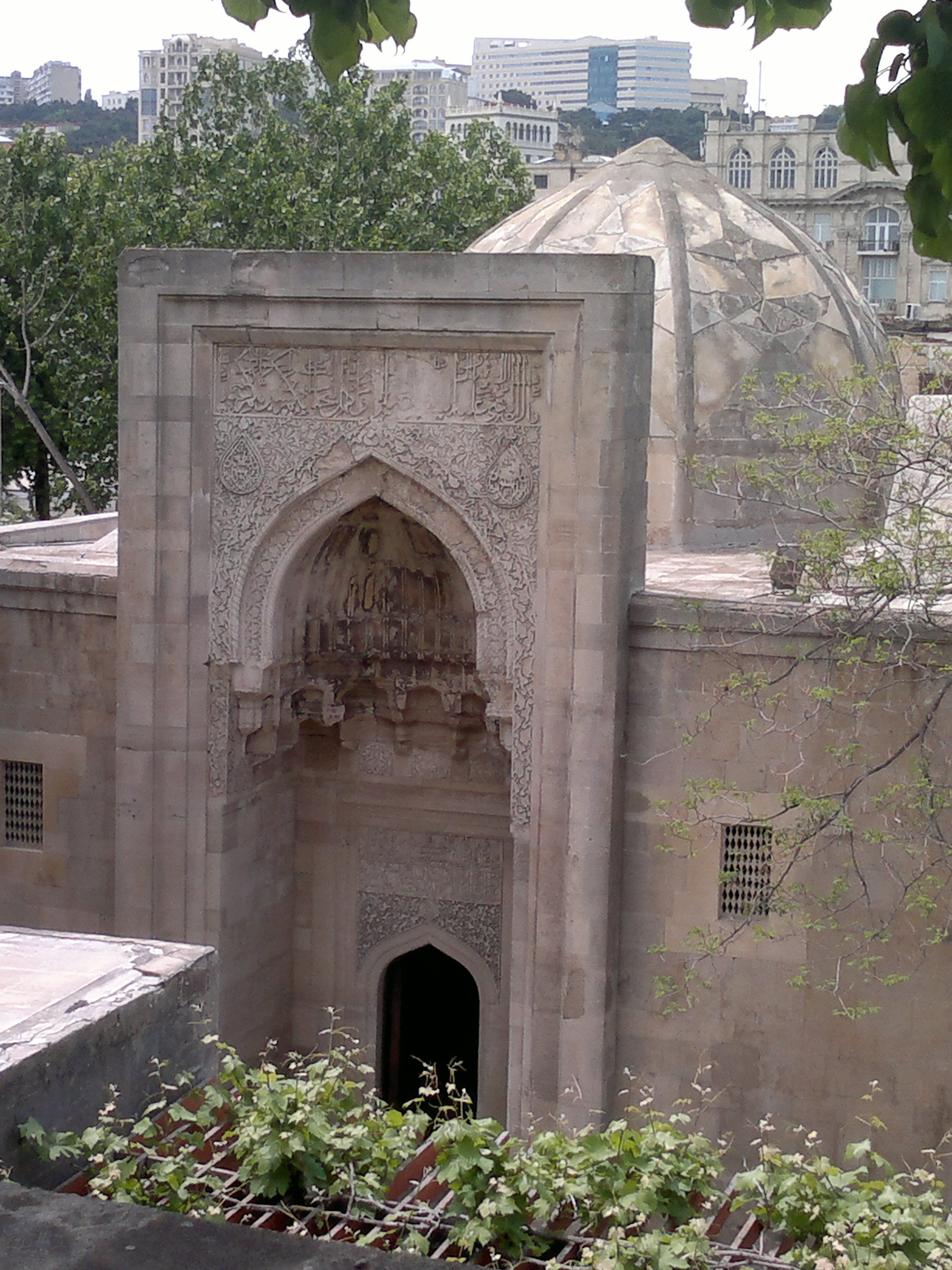
Тюрбе
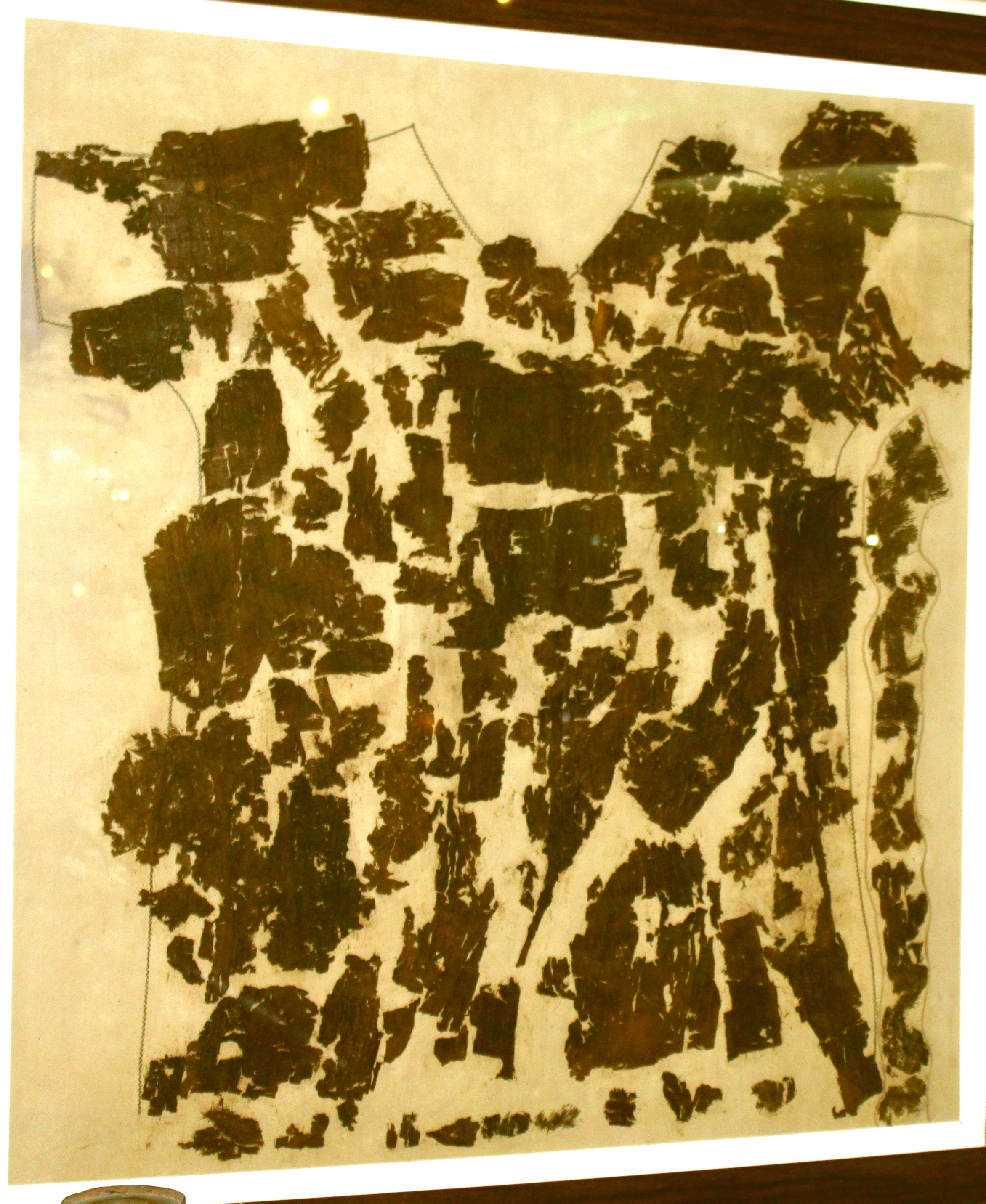
Остатки холста (кафана), обнаруженные в первой гробнице
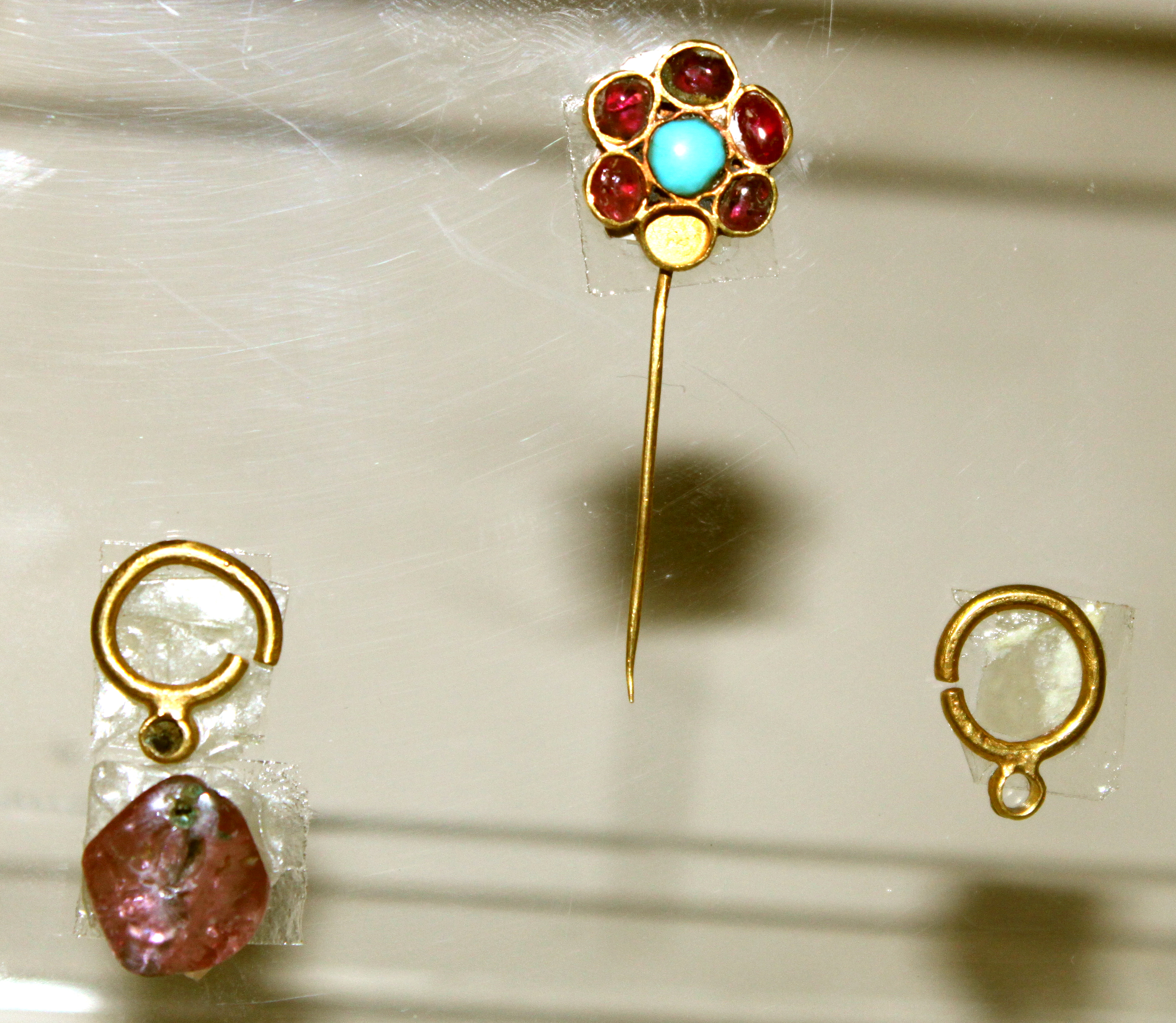
Золотая булавка и серьги, найденные в захоронениях